# Château de Ceppaloni
Le château de Ceppaloni est un château médiéval  dominant la ville de Ceppaloni, province de Bénévent en Campanie,.
Sa fondation, du moins d'après les éléments encore visibles, remonte à l'époque normande et a subi des modifications au fil du temps, notamment à l'époque angevine et aragonaise.

## Historique

### La période normande
Le château de Ceppaloni se dresse sur un éperon rocheux surplombant la vallée de la rivière Sabato. Les premières informations historiques sur son existence nous ramènent au début du XIIe siècle, à l'époque des Normands, lorsqu'il était détenu par Raone II de Fraineta, seigneur de Ceppaloni. On ne peut cependant pas exclure qu'à l'époque romaine ou lombarde, il y ait déjà eu une forteresse sur le même site, une hypothèse qui nécessite une confirmation au niveau archéologique. 

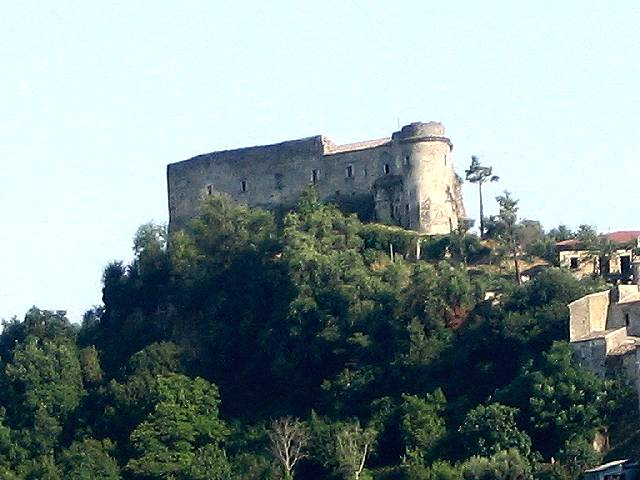

Cependant, la construction par les Normands remonte à la seconde moitié du XIe siècle. Le château, comme peu d'autres dans la région, se trouvait dans une position géopolitique particulière, se retrouvant avec son territoire dans le royaume de Naples, à la frontière avec les terres de Bénévent qui de 1077 à 1860 appartenaient, sauf pour de brèves périodes, aux États pontificaux. Depuis le château, il était en effet possible de contrôler l'accès à la ville de Bénévent depuis la vallée de Sabato, non loin du Stretto di Barba, point de passage obligatoire de l'ancienne Via Antiqua Majore' qui, entrant dans l'étroite gorge, reliait Bénévent à Salerne, en passant par Avellino.
Au cours des conflits entre la papauté et les Normands, au début du XIIe siècle, le château, dont Raone II de Fraineta était seigneur, devint la base de diverses incursions contre les habitants de Bénévent. En 1128, le pape Honorius II, après avoir fait la paix avec Roger II de Sicile, y séjourna et donna de là l'ordre de faire saccager la ville de Bénévent, coupable de ne pas lui avoir livré les conspirateurs qui avaient tué le recteur Guillaume l'année précédente. Les habitants de Bénévent, exaspérés par les attaques continues de Raone III de Fraineta, qui s'était également rebellé contre le roi Roger, réussirent à démolir le château avec l'aide de ce dernier. C'est alors le roi Roger lui-même qui reconstruisit le château et qui lors d'un voyage visita l'oppidum de Cepparunum en donnant des instructions pour le rendre plus armé et plus fort.

### La période souabe–angevine
Durant la période de l'empereur Frédéric II, Ceppaloni fut impliqué pour la énième fois dans les conflits entre la papauté et le Saint-Empire romain germanique. Le castrum pendant la régence de la reine Constance, mère de Frédéric II, et jusqu'à son retour en 1220, fut occupé par les habitants de Bénévent qui y tenaient un châtelain. En 1229, le château subit une seconde destruction, cette fois par l'armée papale et les Guelfes de Bénévent, qui, profitant de l'absence de l'empereur Frédéric II parti en croisade, y mirent le feu après avoir attaqué Apice et Montefusco. À son retour, Frédéric II réoccupa de force Ceppaloni et les autres terres envahies.
Durant la période angevine, le château continue à faire partie intégrante de la défense, avec à sa tête un châtelain nommé royalement. Le château était sous administration mixte royale et féodale. Le fief de Ceppaloni fut, en effet, donné en concession à des soldats d'origine française.

### La période aragonaise et vice-royale
Le château a également joué un rôle important dans le conflit entre les Angevins et les Aragonais qui a également eu lieu dans notre région. Vers la fin du mois de février 1437, Alphonse V d'Aragon, après avoir traversé la vallée de Caudina et Montesarchio, séjourna à Montefusco en raison de fortes chutes de neige et du mauvais temps et de là passa au château de Ceppaloni où il resta plusieurs jours, invité du capitaine condottiere Francesco Orsini qui l'a soutenu. Par la suite, avec Giacomo Antonio della Marra, le château devint un point fort de la faction angevine qui soutenait René d'Anjou. En 1460 puis en décembre 1461, dans la vallée de Sabato et en particulier dans les territoires de Chianche et Chianchetelle, étaient stationnés les camps des troupes royales aragonaises sous le commandement du capitaine condottiere Alessandro Sforza qui avait pour tâche de contrôler la zone et notamment le transit gratuit sur la Voie Appienne.
En 1534, le château avec le fief de Ceppaloni passa, à la demande de Charles Quint, entre les mains de Don Roderigo d'Avalos, qui devait y résider de manière plus ou moins permanente. Ses successeurs, Alfonso d'abord, puis Roderigo, firent de même avec leurs familles. En 1576, le fief de Ceppaloni fut vendu à la famille Cosso ou Coscia qui résidait cependant dans leur fief majeur de Sant'Agata de' Goti. De 1605 à 1623, cependant, le château fut la résidence habituelle du seigneur féodal Giovan Tommaso Cosso, frère du duc de Sant'Agata.
Acheté en 1634 avec le fief de Ceppaloni par Fabio de Lagonissa ou della Leonessa, archevêque de Conza della Campaniaet patriarche d'Antioche, le château fut restauré et habité en permanence par lui. La famille della Leonessa continua à y résider avec Don Vincenzo, neveu du patriarche, qui fut le premier à porter le titre de duc de Ceppaloni. Geronimo est également né dans le château, fils du prince Tiberio Carafa et de Cristina Carafa, une famille liée à la famille della Leonessa. 
En 1688, le château, devenu palais baronnial, fut abandonné à cause du tremblement de terre. Seule la famille du gardien et sporadiquement le gouverneur en fonction resteront pour habiter le château. En 1699, le château changea temporairement de propriétaires et fut habité par la duchesse d'Apollosa, Donna Maddalena Capece Piscicelli, veuve de Guindazzo. Mais c'est une brève parenthèse. Hormis peut-être quelques courts séjours du seigneur féodal, le château était toujours habité de manière occasionnelle par le gouverneur pro tempore, qui ne vivait que dans certains cas avec sa femme ou avec, tout au plus, un ou deux domestiques. La famille della Leonessa, qui possédait d'autres fiefs, résidait à cette époque dans le palais ducal de San Martino Valle Caudina ou à Sepino. Plus tard, vers 1740, ils déménagèrent à Naples, comme beaucoup d'autres nobles de l'époque, leur résidence habituelle.
Le bureau de la Curie, c'est-à-dire le tribunal baronnial, était situé dans le château, chargé de l'administration de la justice, sous la juridiction du seigneur féodal et administré par le gouverneur qui exerçait également les fonctions de juge. C'est pour cette raison que, dans ses murs, elle abritait également la prison féodale. Avec l'abolition de la féodalité en 1806, ces bureaux cessèrent également de fonctionner. Le château perdit donc toute fonction et cette situation perdura tout au long du XIXe jusqu'au début du XXe siècle, lorsqu'il fut vendu par la baronne Donna Maria Argentina Pignatelli della Leonessa à Carelli, à diverses personnes de Ceppaloni qui divisèrent ainsi les pièces du château en divers appartements. Le château est actuellement acquis par le patrimoine communal et les travaux de restauration sont en cours d'achèvement.

## Description
Le château de Ceppaloni, ayant connu de nombreuses phases de construction au cours de neuf siècles, présente une forme architecturale caractérisée par la superposition des projets de construction. Même en admettant l'hypothèse d'une forteresse lombarde préexistante, le château, en raison de certaines caractéristiques saillantes de sa structure architecturale, peut être classé dans la typologie des châteaux normands des XIe et XIIe siècles. Le castellum se dresse en effet au sommet du relief occupé par la ville et est doté d'une courtine qui suit strictement l'orographie de la falaise. Dans notre cas, le plan obtenu prend donc une forme qui s'apparente à un triangle dont les sommets sont plus ou moins arrondis. Le périmètre extérieur correspond à une cour intérieure de même forme. Entre les deux périmètres se trouve le corps du bâtiment, qui se développe sur deux niveaux. Les traces d'interventions ultérieures, notamment sur les structures du sous-sol, sont bien visibles.

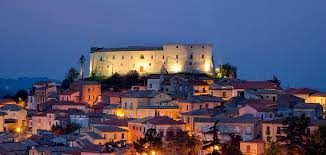

De l'analyse des éléments architecturaux, il faut supposer que la structure est restée sensiblement inchangée depuis l'époque normande et qu'elle a ensuite subi des modifications structurelles importantes. Celles-ci affectèrent certainement les tours dont le château était équipé. De ces tours circulaires, typiques des constructions normandes, ne subsiste que celle située au sommet nord-ouest, à la base de laquelle s'ouvrait l'ancienne entrée du château. Le positionnement de cette entrée, à proximité du précipice, suit une ancienne technique défensive, qui plaçait les entrées des forteresses derrière un coude de la route d'accès. Dans une période ultérieure, lorsque les besoins défensifs n'existaient plus, cette porte fut murée et la nouvelle entrée fut placée du côté sud-ouest. Ainsi, à partir du XVIe siècle, une fois les besoins militaires terminés, le château acquiert de plus en plus les caractéristiques d'un palais baronnial.